# Peter J. Dooling

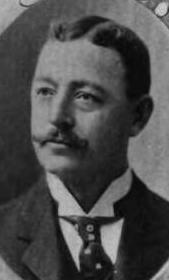
Peter Joseph Dooling

Peter Joseph Dooling (* 15. Februar 1857 in New York City; † 18. Oktober 1931 ebenda) war ein US-amerikanischer Politiker. Zwischen 1913 und 1921 vertrat er den Bundesstaat New York im US-Repräsentantenhaus.

## Werdegang
Peter Joseph Dooling wurde ungefähr vier Jahre vor dem Ausbruch des Bürgerkrieges in New York City geboren und wuchs dort auf. In dieser Zeit besuchte er öffentliche Schulen. Danach ging er Immobiliengeschäften nach. Zwischen 1887 und 1889 arbeitete er als Court Officer am Court of General Sessions. Er saß in den Jahren 1891 und 1892 im Board of Aldermen von New York City. 1893 wurde er Deputy Clerk am Court of Special Sessions – eine Stellung, die er bis 1895 innehatte. Er war zwischen 1898 und 1901 als Deputy Commissioner of the Department of Water Supply, Gas and Electricity tätig. Während dieser Zeit saß er 1898 in der Aqueduct Commission. Er war zwischen 1903 und 1905 Mitglied im Senat von New York. Danach arbeitete er zwischen 1906 und 1909 als clerk in der City und County of New York.
Politisch gehörte er der Demokratischen Partei an. Bei den Kongresswahlen des Jahres 1912 für den 63. Kongress wurde Dooling im 16. Wahlbezirk von New York in das US-Repräsentantenhaus in Washington, D.C. gewählt, wo er am 4. März 1913 die Nachfolge von Francis Burton Harrison antrat. Er wurde zwei Mal in Folge wiedergewählt. Im Jahr 1918 kandidierte er im 15. Wahlbezirk von New York für den 66. Kongress. Nach einer erfolgreichen Wahl trat er am 4. März 1919 die Nachfolge von Thomas Francis Smith an. Im Jahr 1920 erlitt er bei seiner Wiederwahlkandidatur eine Niederlage und schied nach dem 3. März 1921 aus dem Kongress aus. Als Kongressabgeordneter hatte er den Vorsitz über das Committee on Expenditures im Kriegsministerium (65. Kongress).
Er war 1924 Sheriff im New York County und 1926 Commissioner im Department of Purchases von New York City. Danach ging er wieder Immobiliengeschäften nach. Am 18. Oktober 1931 verstarb er in New York City und wurde dann auf dem Calvary Cemetery beigesetzt.